# マウリシオ・パストラナ
マウリシオ・パストラナ（Mauricio Pastrana、1973年1月20日 - ）は、コロンビアのプロボクサー。モンテリーナ出身。元IBF世界ライトフライ級王者。元WBA世界フライ級暫定王者。世界2階級制覇王者。

## 来歴
1991年10月13日、プロデビュー(2回KO勝ち)。母国コロンビアでは比較的パワーファイトで好評だったため、KO率が高く世界を視野に入れる。
1996年8月16日、12戦全勝のルイス・ドリアが持つIBFラテンアメリカライトフライ級王座に挑戦し、王座獲得とIBFでの世界ランカー入りに成功したパストラナはこの試合を母国で行う最後の試合にし、拠点をアメリカに移した。
1997年1月18日、アメリカデビュー戦がいきなりの世界初挑戦。ネバダ州ラスベガストーマス&マック・センターにて、1988年ソウルオリンピックライトフライ級部門銀メダリストマイケル・カルバハルが持つ、IBF世界ライトフライ級王座に挑戦した。試合は終始打ち合いで互角に進んだ結果、2-1(115-113、115-114、112-116)の判定勝ちを収め世界初挑戦ながら世界王座獲得に成功した。
1997年12月13日、ホームフロリダ州ポンパノビーチアムピ・シアターにてマヌエル・ヘスス・ヘレーラと初防衛戦を行った。8月にインドネシアで行われた暫定王座決定戦で引き分けになったため王座獲得に失敗したヘレーラにとっては、何としてもタイトル獲得を目指していた。オリンピック代表としてかつてドミニカ共和国の中心選手だったヘレーラを最後はレフェリーがヘレーラを救出。初防衛に成功した。
1998年4月30日、同じくホームフォートローダーデールザ・チリペッパーにて4戦無敗のアニス・ロガと対戦した。前回の暫定王座決定戦でインドネシアのプロボクサーで最速となる4戦で世界タイトル獲得を狙っていたが、9回負傷引き分けで王座獲得に失敗したロガは今回こそとの思いで臨んだ。もし勝てばインドネシア国内最短5戦での王座獲得だった。4回ダウンを奪うとレフェリーはノーカウントでKOを成立。結果4回1分20秒KO勝ちで2度目の防衛に成功した。
1998年8月29日、ラスベガス・ヒルトンにて行われたカルロス・ムリッロとの3度目の防衛戦は、前日の計量でパストラナが規定体重を作れず計量失格になり王座を剥奪。パストラナが勝てば王座は空位、ムリッロが勝てば新王者誕生という変則ルールで通常通り行われ結果は9回2分50秒TKO勝ちを収めたものの、王座は空位となった。
階級をフライ級に上げたパストラナはテスト戦を得ず世界に再挑戦。初めての敵地遠征。ベネズエラカラカスにて行われたWBA世界フライ級暫定王座決定戦を元世界同級王者ホセ・ボニージャと争った。この試合は怪我で正規王座のウーゴ・ソトが試合が出来ないため急遽設置された。結果試合は終始互角のペースで進み、2階級制覇を狙うパストラナに対して5か月前に正規王座から陥落したボニージャは暫定ながら王座に返り咲いてソトへのリベンジに燃えていた。結果は3-0(115-112が2者、115-111)と判定勝ちを収めボニージャの王座返り咲きを阻止する形で王座獲得に成功し2階級制覇を達成した。
その後WBA世界フライ級暫定王座を返上しスーパーフライ級に転向。
1999年4月3日、3年振りの母国での凱旋試合。エディソン・トーレスが持つIBO世界スーパーフライ級王座に挑戦し、12回判定勝ちを収め王座獲得に成功した。
2000年2月16日、後に2度世界挑戦するホルヘ・ラシエルバとIBA世界バンタム級王座決定戦を行った。終始互角に進んだに見えたが、0-3(3者とも113-115)の判定負けを喫し王座獲得に失敗した。この試合でパストラナはプロ初黒星を喫した。
2000年7月16日、アダム・バルガスが持つNABF北米バンタム級王座に挑戦。果敢にアタックするも、バルガスが優位に進め、1-2(115-113、2者が113-115)と僅差判定に敗れ連敗を喫した。
2001年2月10日、後のWBO世界スーパーフライ級王座になるホセ・ロペスが持つIBA世界スーパーフライ級王座に挑戦。試合は優位に進んで12回判定勝ちを収め、王座獲得に成功した。
2001年6月16日、オハイオ州シンシナティにてフェリックス・マチャドが持つIBF世界スーパーフライ級王座に挑戦するが、マチャドに何もさせてもらえず0-3(110-118、112-116、111-117)の判定負けを喫し3階級制覇に失敗した。
2001年7月14日、テキサス州ヒューストンパヴィロンにてIBA世界スーパーフライ級王座の初防衛戦をゲーソン・ゲレーロと行った。3回にまさかのパストラナがプロ初ダウンを喫した。10回に怒涛の反撃を見せゲレーロを追い詰めた所でレフェリーが救出して終了。10回2分53秒TKO勝ち。3年振りに久々のKO勝利を味わった。
2001年11月2日、テキサスサンアントニオサンセット・ステーションにてアルベルト・オンティベロスとIBA王座2度目の防衛戦を行い、一方的に相手に何もさせず最後は連打をまとめてレフェリーが救出。9回1分43秒TKO勝ちを収め2度目の防衛に成功した。
2002年7月9日、カリフォルニア州ビバリーヒルズプレイボーイ・マンションにて後のWBO世界フライ級王者イシドロ・ガルシアと対戦するが2回両者が負傷。規定により引き分けに終わった。
2003年1月3日、オクラホマ州サンダーバード・ウィルドウェスト・カジノにてエバリスト・プリメロとIBA王座3度目の防衛戦を行い、プリメロに何もさせず最後はレフェリーが救出して終了。8回1分48秒TKO勝ちを収め、王座獲得に成功した。
2003年5月17日、サンダーバード・ウィルドウェスト・カジノにてマイク・テレージョとIBA世界バンタム級王座決定戦を行い、ランカー候補のテレージョに何もさせずレフェリーが救った。結果2回終了間際(2分59秒)TKO勝ちを収め王座獲得に成功した。
2003年10月4日、ステイプルズ・センターにてラファエル・マルケスが持つIBF世界バンタム級王座に挑戦。試合は終始マルケスのスピードに圧倒されるのと同時にパワーでも圧倒された。ダウンこそしなかったが0-3(2者が110-118、111-117)の判定負けを喫し3階級制覇に失敗した。
2004年11月7日、MGMグランドにてラファエル・マルケスと再戦。前回同様マルケスに内容で圧倒されるものの結果スコアも0-3(2者が74-78、73-79)ながら競っていた。その後マルケスの猛攻撃に捕まり最後まで打たれっぱなしだった。8回終了のゴングと同時にレフェリーがパストラナを救出。またしても3階級制覇に失敗しマルケスに返り討ちされた。
2006年2月11日、アレハンドロ・バルケスとNABF北米バンタム級王座決定戦を行った。試合は終始バルケスがペースを握り結果0-3(2者が111-117、112-119)の判定負けを喫し王座獲得ならず。
2007年1月26日、イリノイ州シセロ・スタジアムにてアントニオ・エスカランテが持つNABO北米スーパーバンタム級王座に挑戦。キャリアの経験の差を見せつけ8回2分10秒TKO勝ちを収め王座獲得に成功した。
2007年12月1日、パナマシティギムナシオ・ロベルト・デュランにてセレスティーノ・カバジェロが持つWBA世界スーパーバンタム級王座に挑戦するも長いリーチのカバジェロに攻撃が無力化されて逆にアッパーの攻勢を受け結果アッパーが決まってダウンを喫するとそのままレフェリーストップにより王座獲得ならず。
2008年5月16日、後にWBO世界バンタム級、WBC世界フェザー級で2階級制覇を達成するジョニー・ゴンサレスと対戦したが、序盤からゴンサレスに圧倒され最後はレフェリーが救出。4回2分32秒TKO負けを喫した。
2009年9月26日、ガイアナジョージタウンクリフ・アンダーソン・スポーツ・ホールにてレオン・ムーアと空位のNABA北米バンタム級王座とCABOFEバンタム級王座決定戦を行い、70%以上のKO率を誇る強打のムーアの前に何もできず、0-3(2者が109-119、109-120)の判定負けを喫し王座獲得ならず。
2010年7月22日、ロサンゼルスクラブ・ノキアにて10戦全勝のゲーリー・ラッセル・ジュニアと対戦した。トップアマチュア選手として注目を集める強打者ラッセル・ジュニアを前に初回から一方的なペースになり、初回1分46秒TKO負け。最後は右フックをもらうとそのまま起きあがるもダメージありと判断されるとそのままレフェリーが止めた。
2012年9月1日、シナロア州ロスモチスアリーナ・TKT・ボックスツアーにて後のWBO世界フェザー級王者ミゲル・アンヘル・ガルシアと対戦した。序盤からガルシアが距離をつぶして攻勢を強めポイントを連取。2回右ストレートでダウンを奪わるとそのままカウントアウト。2回1分5秒KO負けを喫しこの試合を最後に現役を引退した。

## 獲得タイトル
- IBFラテンアメリカライトフライ級王座
- 第9代IBF世界ライトフライ級王座（防衛2）
- WBA世界フライ級暫定王座（防衛0）
- IBO世界スーパーフライ級王座
- IBA世界バンタム級王座
- IBA世界スーパーフライ級王座
- NABO北米スーパーバンタム級王座